# Riu Albany
El riu Albany (en anglès: 'Albany River') és un llarg riu del Canadà que discorre per l'Ontario septentrional i flueix cap al nord-est des del llac Saint Joseph a l' Ontario nord-occidental i desemboca en la badia de James. Té 980 km de llarg, sent el riu més llarg de la província de Ontario. És navegable en un tram de 400 km. Drena una àmplia conca de 135.200 km², major que països com Grècia o Nicaragua.
Els seus principals afluents són els rius Cat, Kenogami (320 km), Ogoki (480 km) i el Drowning.

## Geografia

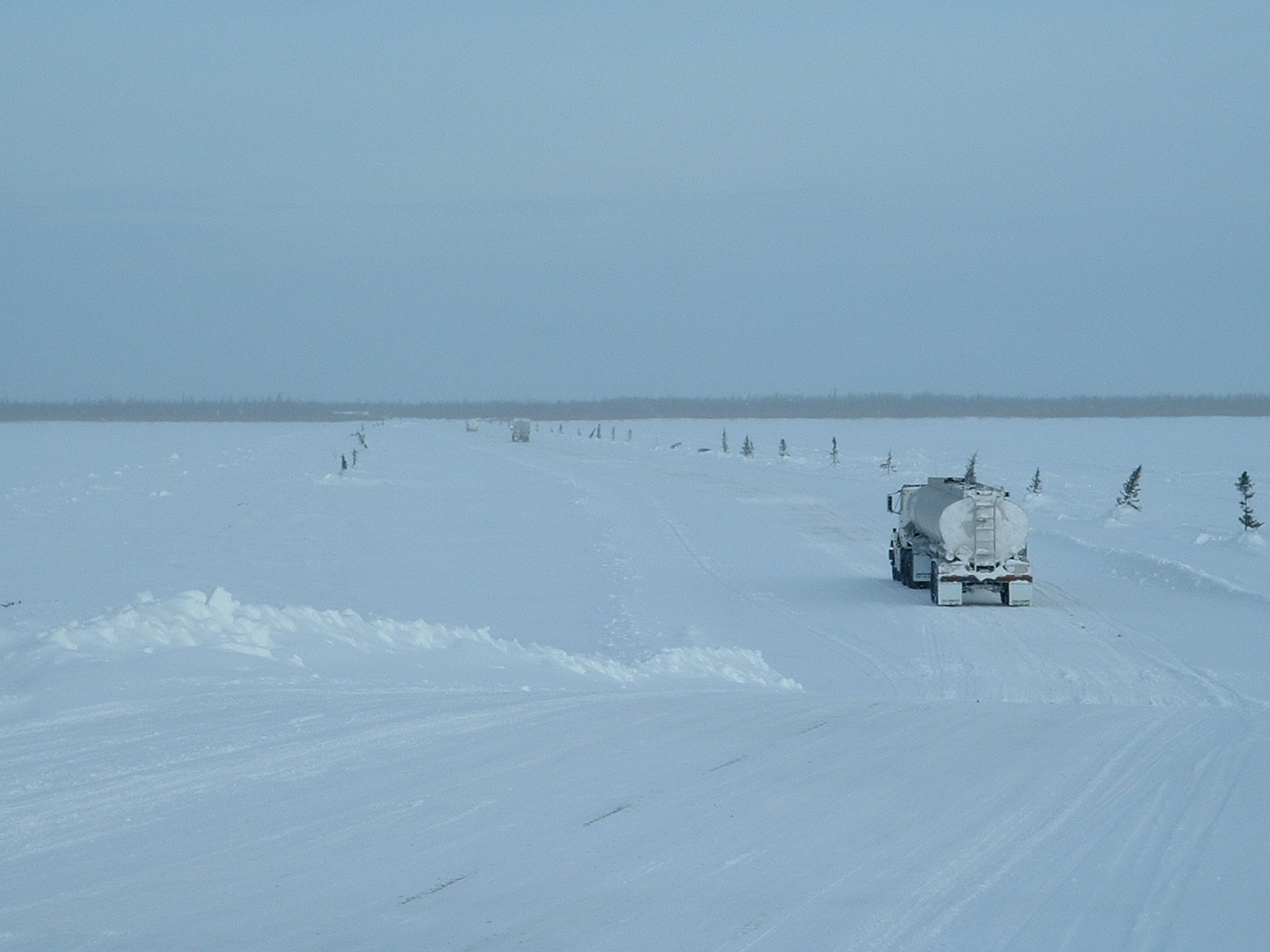
Carretera d'hivern creuant el riu Albany.

Durant gran part del seu curs, el riu Albany defineix la frontera entre el districte de Kenora, el de la badia de Thunder i el de Cochrane. La terra al nord del riu Albany era part dels Territoris del Nord-oest fins a 1912, quan van ser transferits a Ontario en l'Ontario Boundaries Extension Act, 1912.
Ha estat establert un parc fluvial provincial en el riu al nord del Parc provincial Wabakimi.

## Història
El riu rep el seu nom de James, duc de York i Albany, qui més tard es va convertir en rei amb el nom de Jaume II d'Anglaterra.
La Companyia de la Badia de Hudson tenia un lloc de comerç de pells a Fort Albany en la desembocadura d'aquest riu, que era una important ruta en els temps del comerç de pells.